# Mohamed Abdelrahman
Mohamed Abdelrahman Yousif Yagoub, noto semplicemente come Mohamed Abdelrahman o con lo pseudonimo Al Gharbal (in arabo محمد عبد الرحمن يوسف‎?; Omdurman, 10 luglio 1993), è un calciatore sudanese, attaccante dell'Al-Hilal Omdurman e della nazionale sudanese.

## Carriera

### Club
Nel 2020 ha segnato 2 reti in 6 presenze nella prima divisione algerina con il CA Bordj Bou Arreridj; ha invece trascorso il resto della carriera nella prima divisione sudanese.
In carriera ha totalizzato complessivamente 19 presenze e 5 reti in CAF Champions League.

### Nazionale
Debutta con la nazionale sudanese il 19 agosto 2017 in occasione del match valido per le qualificazioni al Campionato delle nazioni africane 2018 vinto 1-0 contro il Etiopia.
Nel gennaio 2022 viene incluso nella lista finale dei convocati della Coppa delle nazioni africane 2021.

## Statistiche
Statistiche aggiornate al 4 gennaio 2022.

### Cronologia presenze e reti in nazionale
| Cronologia completa delle presenze e delle reti in nazionale ― Sudan | Cronologia completa delle presenze e delle reti in nazionale ― Sudan | Cronologia completa delle presenze e delle reti in nazionale ― Sudan | Cronologia completa delle presenze e delle reti in nazionale ― Sudan | Cronologia completa delle presenze e delle reti in nazionale ― Sudan | Cronologia completa delle presenze e delle reti in nazionale ― Sudan | Cronologia completa delle presenze e delle reti in nazionale ― Sudan | Cronologia completa delle presenze e delle reti in nazionale ― Sudan |
| Data                                                                 | Città                                                                | In casa                                                              | Risultato                                                            | Ospiti                                                               | Competizione                                                         | Reti                                                                 | Note                                                                 |
| -------------------------------------------------------------------- | -------------------------------------------------------------------- | -------------------------------------------------------------------- | -------------------------------------------------------------------- | -------------------------------------------------------------------- | -------------------------------------------------------------------- | -------------------------------------------------------------------- | -------------------------------------------------------------------- |
| 19-8-2017                                                            | Al-Ubayyid                                                           | Sudan                                                                | 1 – 0                                                                | Etiopia                                                              | CHAN 2018                                                            | -                                                                    | 62’                                                                  |
| 8-9-2018                                                             | Bata                                                                 | Guinea Equatoriale                                                   | 1 – 0                                                                | Sudan                                                                | Qual. Coppa d'Africa 2019                                            | -                                                                    |                                                                      |
| 23-9-2020                                                            | N'Djamena                                                            | Ciad                                                                 | 2 – 3                                                                | Sudan                                                                | Amichevole                                                           | 1                                                                    | Uscita                                                               |
| 25-9-2020                                                            | N'Djamena                                                            | Ciad                                                                 | 0 – 2                                                                | Sudan                                                                | Amichevole                                                           | 1                                                                    | Uscita                                                               |
| 9-10-2020                                                            | Radès                                                                | Tunisia                                                              | 3 – 0                                                                | Sudan                                                                | Amichevole                                                           | -                                                                    | 82’                                                                  |
| 12-10-2020                                                           | Tunisi                                                               | Togo                                                                 | 1 – 1                                                                | Sudan                                                                | Amichevole                                                           | 1                                                                    | 67’                                                                  |
| 6-11-2020                                                            | Addis Abeba                                                          | Etiopia                                                              | 2 – 2                                                                | Sudan                                                                | Amichevole                                                           | 1                                                                    | 77’                                                                  |
| 12-11-2020                                                           | Cape Coast                                                           | Ghana                                                                | 2 – 0                                                                | Sudan                                                                | Qual. Coppa d'Africa 2021                                            | -                                                                    | 70’                                                                  |
| 17-11-2020                                                           | Omdurman                                                             | Sudan                                                                | 1 – 0                                                                | Ghana                                                                | Qual. Coppa d'Africa 2021                                            | 1                                                                    | 93’                                                                  |
| 24-3-2021                                                            | São Tomé                                                             | São Tomé e Príncipe                                                  | 0 – 2                                                                | Sudan                                                                | Qual. Coppa d'Africa 2021                                            | 1                                                                    | 77’                                                                  |
| 28-3-2021                                                            | Omdurman                                                             | Sudan                                                                | 2 – 0                                                                | Sudafrica                                                            | Qual. Coppa d'Africa 2021                                            | 1                                                                    |                                                                      |
| 11-6-2021                                                            | Omdurman                                                             | Sudan                                                                | 3 – 2                                                                | Zambia                                                               | Amichevole                                                           | 2                                                                    | 65’                                                                  |
| 19-6-2021                                                            | Doha                                                                 | Libia                                                                | 0 – 1                                                                | Sudan                                                                | Qual. Coppa araba FIFA 2021                                          | 1                                                                    | 89’ 92’                                                              |
| 26-8-2021                                                            | Dubai                                                                | Niger                                                                | 0 – 3                                                                | Sudan                                                                | Amichevole                                                           | 1                                                                    | 65’                                                                  |
| 2-9-2021                                                             | Rabat                                                                | Marocco                                                              | 2 – 0                                                                | Sudan                                                                | Qual. Mondiali 2022                                                  | -                                                                    | 65’                                                                  |
| 7-9-2021                                                             | Omdurman                                                             | Sudan                                                                | 2 – 4                                                                | Guinea-Bissau                                                        | Qual. Mondiali 2022                                                  | 2                                                                    |                                                                      |
| 6-10-2021                                                            | Marrakech                                                            | Sudan                                                                | 1 – 1                                                                | Guinea                                                               | Qual. Mondiali 2022                                                  | -                                                                    |                                                                      |
| 9-10-2021                                                            | Agadir                                                               | Guinea                                                               | 2 – 2                                                                | Sudan                                                                | Qual. Mondiali 2022                                                  | -                                                                    | 59’                                                                  |
| 12-11-2021                                                           | Rabat                                                                | Sudan                                                                | 0 – 3                                                                | Marocco                                                              | Qual. Mondiali 2022                                                  | -                                                                    | 58’ 84’                                                              |
| 15-11-2021                                                           | Marrakech                                                            | Guinea-Bissau                                                        | 0 – 0                                                                | Sudan                                                                | Qual. Mondiali 2022                                                  | -                                                                    | 87’                                                                  |
| 1-12-2021                                                            | Ar Rayyan                                                            | Algeria                                                              | 4 – 0                                                                | Sudan                                                                | Coppa araba FIFA 2021 - 1º turno                                     | -                                                                    | 75’                                                                  |
| 4-12-2021                                                            | Ras Abu Aboud                                                        | Sudan                                                                | 0 – 5                                                                | Egitto                                                               | Coppa araba FIFA 2021 - 1º turno                                     | -                                                                    | 58’                                                                  |
| 7-12-2021                                                            | Ar Rayyan                                                            | Libano                                                               | 1 – 0                                                                | Sudan                                                                | Coppa araba FIFA 2021 - 1º turno                                     | -                                                                    | 81’                                                                  |
| 30-12-2021                                                           | Limbé                                                                | Etiopia                                                              | 3 – 2                                                                | Sudan                                                                | Amichevole                                                           | 2                                                                    |                                                                      |
| 2-1-2022                                                             | Yaoundé                                                              | Zimbabwe                                                             | 0 – 0                                                                | Sudan                                                                | Amichevole                                                           | -                                                                    | 68’                                                                  |
| Totale                                                               |                                                                      | Presenze                                                             | 25                                                                   |                                                                      | Reti                                                                 | 15                                                                   |                                                                      |

## Palmarès

### Club

#### Competizioni nazionali
- Campionato sudanese: 5

Al-Hilal Omdurman: 2012, 2014, 2016
Al-Merrikh: 2019, 2020
- Coppa del Sudan: 1

Al-Hilal Omdurman: 2016